# Vengeance: A Love Story
Vengeance: A Love Story (titulada en España La hora de la venganza) es una película de suspenso estadounidense estrenada el 15 de septiembre de 2017, dirigida por Johnny Martin y escrita por John Mankiewicz. Basada en la novela Rape: A Love Story de Joyce Carol Oates.

## Argumento
El argumento principal de la película se basa en la historia de una madre y las consecuencias de una brutal violación que sufre y que es presenciada por su hija pequeña. Un policía veterano (Cage) acabará convirtiéndose en un inesperado vengador para ambas.

## Reparto
- Nicolas Cage es John Dromoor.[1]
- Don Johnson es Jay Kirkpatrick.[2]
- Anna Hutchison es Teena.[3]
- Talitha Bateman es  Bethie Maguire.
- Deborah Kara Unger es Agnes.
- Joshua Mikel es Marvin Fick.
- Michael Papajohn es JJ Breen.
- Mike Pniewski es Juez Schpiro.
- Elizabeth Hunter es Annie.
- Jwaundace Candece es Enfermero de noche.
- Rey Hernández es Trooper Craig.
- Emily Sandifer es Ursula.
- Xavier Declie es Padre Muldoon.
- Marc Coppola es Dr. Collins
- Dikran Tulaine es Walter Fick.
- Dwayne Boyd es Det. Lyle